# Elaeocarpus gigantifolius
Elaeocarpus gigantifolius là một loài thực vật có hoa thuộc họ Elaeocarpaceae.
Loài này chỉ có ở Philippines.